# Phalanta phalantha
Phalanta phalantha es una especie de mariposa, Lepidoptera, de la familia  Nymphalidae.

## Descripción

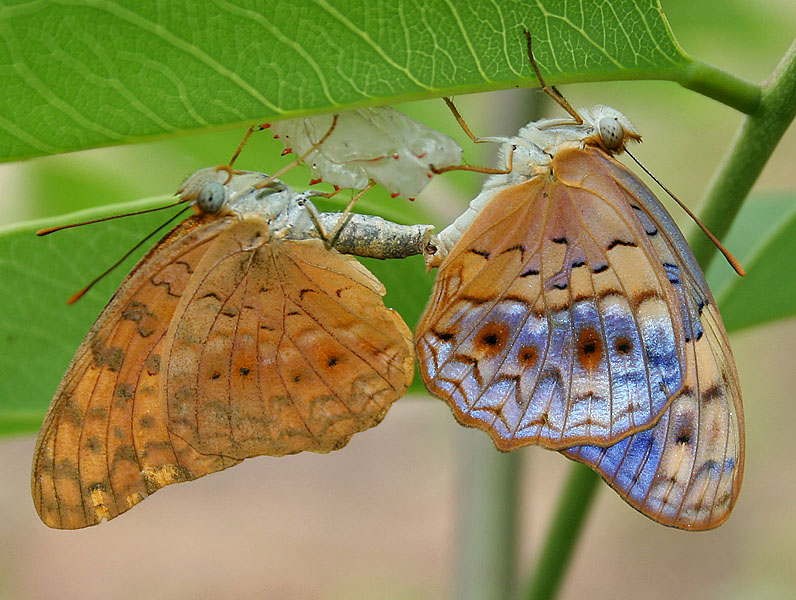
Acoplamiento de la mariposa en Hyderabad, India.

Es una mariposa de tamaño medio con una envergadura de 50 a 55 mm con un color rojizo y con manchas de color negro. La parte inferior de la mariposa es más brillante que la superior y el macho y la hembra son de apariencia similar. Un brillo de color púrpura, más prominente en la parte inferior, se encuentra en la forma seca de esta mariposa.

## Distribución
La mariposa se encuentra en el África subsahariana y sur de Asia (incluida Sri Lanka y Birmania) en las siguientes subespecies.

## Subespecies
- Phalanta phalantha phalantha
- Phalanta phalantha luzonica Fruhstofer (Filipinas)
- Phalanta phalantha columbina (Cramer)  (sur de China, Hainan y posiblemente Taiwán)
- Phalanta phalantha araca (Waterhouse & Lyell, 1914) (Darwin)
- Phalanta phalantha aethiopica (Rothschild & Jordan, 1903) (Madagascar, Seychelles, Aldabra, Comoras, África tropical)
- Phalanta phalantha granti (Rothschild & Jordan, 1903) (Socotra Island)

## Hábitat y distribución
Es una especie abundante y ampliamente distribuida. Desde las colinas de Sri Lanka y sur de la India hasta los 3000 m de altura en el Himalaya, y en toda África subsahariana.

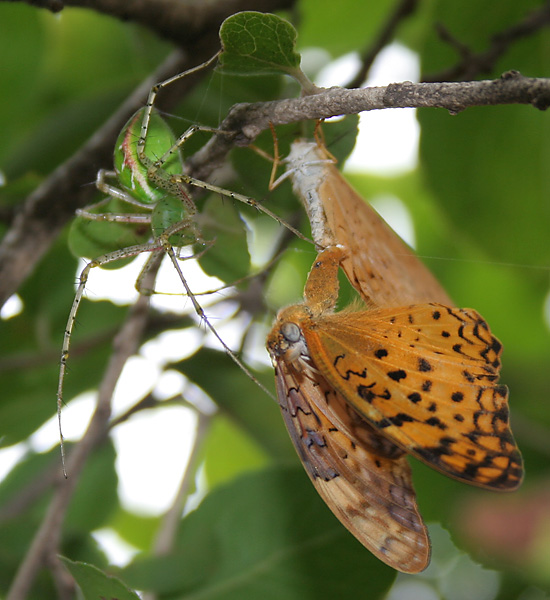
Tratando de acoplarse con una mariposa muerta mientras la araña Oxyopes viridanus la observa en Hyderabad, India.

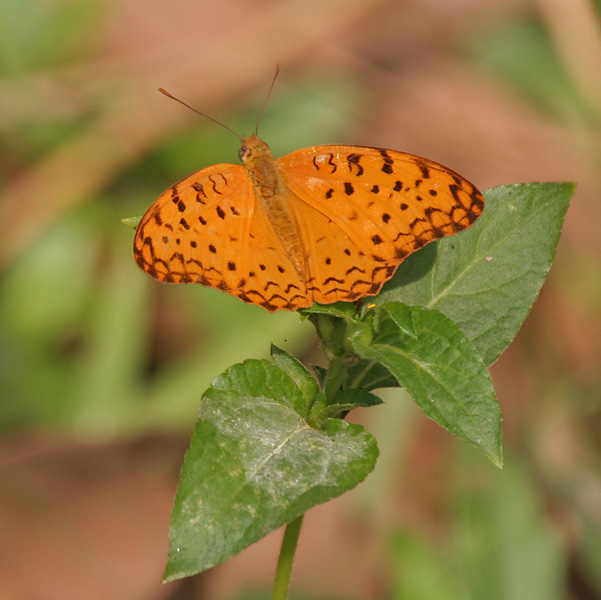
Sobre Synedrella nodiflora en Calcuta, Bengala Occidental, India.

Busca el sol y evita la sombra. Se ve en los campos, jardines y bordes de los claros. Tiene movimientos de vuelo activo y fuerte. Visita con regularidad, especialmente, las flores de Lantana, Duranta, Meyenia laxiflora, Gymnosporia montana y cardos. A menudo es vista en las manchas de humedad en el suelo, ya sea sola o en grupos. Es común en áreas secas y de clima seco y ausente de las partes más húmedas de la India durante el monzón. A menudo se posa en con las alas medio abiertas y tiene la costumbre de ahuyentar a otras mariposas, protegiendo su territorio.

## Plantas hospederas
Se alimenta de especies de Bixaceae. Y también se han visto sobre Flacourtia indica, Flacourtia montana, Smilax, Xylosma longifolium, y Salix.
Las larvas se hospedan en especies de las familias Acanthaceae, Compositae, Flacourtiaceae, Primulaceae, Salicaceae, Rubiaceae, Violaceae y específicamente de Barleria prionitis, Canthium parviflorum, Coffea arabica, Dovyalis caffra, Dovyalis gardnerii, Dovyalis hebecarpa, Dovyalis macrocalyx, Dovyalis rotundifolia, Flacourtia indica, Flacourtia inermis, Flacourtia jangomas, Flacourtia montana, Flacourtia ramontchii, Mangifera indica, Maytenus buchanii, Melaleuca leucadendra, Petalostigma quadriloculare, Populus alba, Populus × canescens, Populus deltoides, Salix babylonica, Salix tetrasperma, Salix warburgii, Scolopia chinensis, Scolopia oldhami, Scolopia scolopia, Smilax tetragona, Tridax procumbens, Trimeria grandifolia, Xylosma racemosa

## Galería ciclo de vida

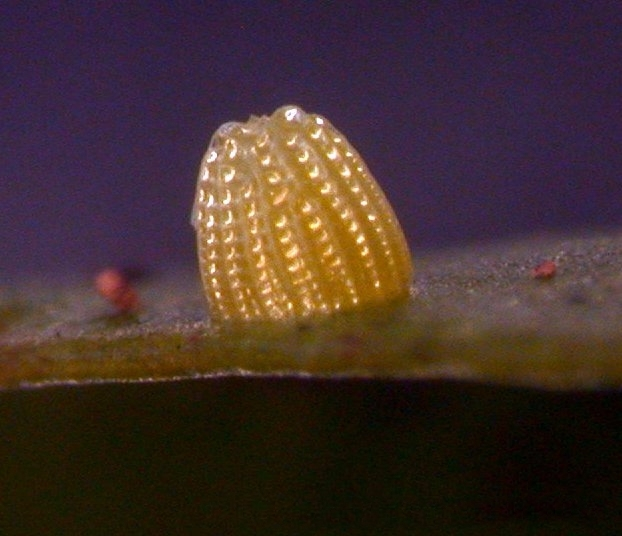
Huevos
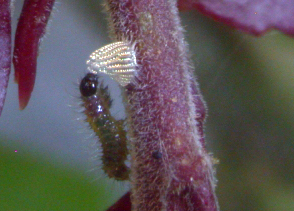
Larva
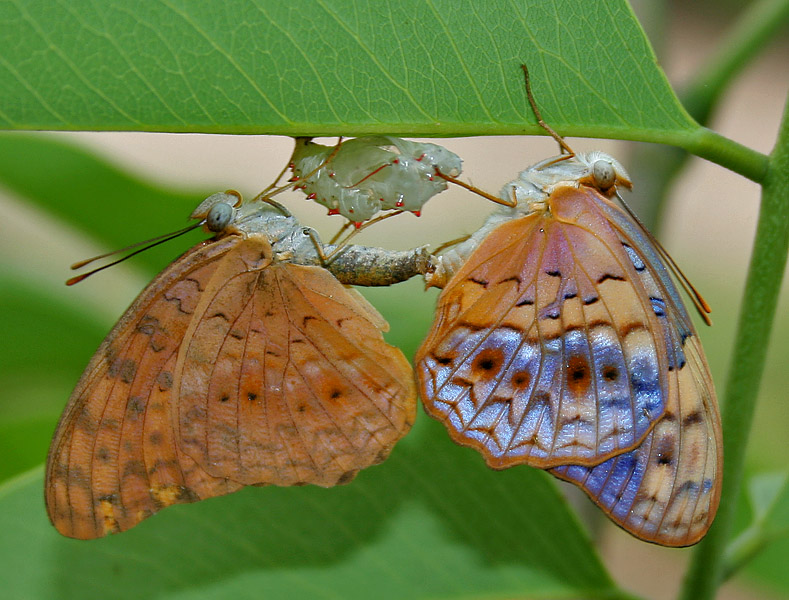
Acoplamiento con otra mariposa en Hyderabad, India.
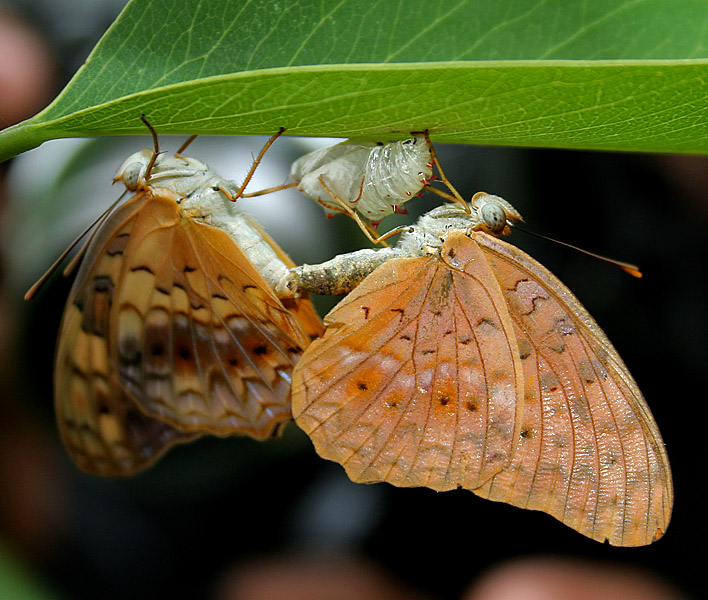
Acoplamiento con una mariposa muerta en Hyderabad, India.